# Sakakibara Shikō
Sakakibara Shikō (japanisch 榊原 始更; geboren 4. April 1895 in Kyoto; gestorben 2. Oktober 1969) war ein japanischer Maler der Nihonga-Richtung während der Taishō- und Shōwa-Zeit.

## Leben und Werk
Sakakibara Shikō wurde als 4. Sohn des Kunsthandwerkers Sakakibara Rokō (榊原 芦江) im Nakagyō-ku von Kyōto geboren. Er war ein jüngerer Bruder des Malers Sakakibara Shihō. 1914 machte er seinen Abschluss an der „Schule für Kunst und Kunstgewerbe Kyōto“ (京都市立美術工芸学校, Kyōto shiritsu bijutsu kōgei gakkō) und studierte weiter an der „Fachschule für Malerei Kyōto“ (京都市立絵画専門学校, Kyōto shiritsu kaiga semmon gakkō), an der er 1917 graduierte. Er bildete sich dort noch ein Jahr weiter und trat in die neu gegründete Künstlervereinigung „Kokuga sōsaku kyōkai“ (国画創作協会) ein. Auf der ersten Ausstellung im selben Jahr stellte er das Bild „Landschaft“ (風景) aus, aber sein Bild „Weg“ (路) auf der dritten Ausstellung wurde nicht angenommen. Auf der fünften Ausstellung konnte er „Hügel“ (丘, Oka), „Garten“ (庭, Niwa), „Wäldchen“ (林, Hayashi) und „Steilküste“ (崖, Gake) zeigen. Es folgten „Räucherfisch“ (燻魚, Kunguo), „Studie“ (習作, Shūsaka), „Abfallender Hügel“ (拓かれゆく丘) auf der sechsten Ausstellung und das Bild „Dunkler Garten“ (幽庭, Yūen) auf der siebten. 1926 wurde Shikō als Mitglied der „Kokuga sōsaku kyōkai“, die sich aber zwei Jahre später, 1928, auflöste. Er gründete daraufhin mit Freunden die Künstlergesellschaft „Shinjukai“ (新樹会), die sich schon nach der zweiten Ausstellung wieder auflöste. Er blieb weiterhin aktiv, nun ohne einer Künstlergruppe anzugehören.
Shikō wurde bei seinen Arbeiten angeregt durch die Künstlerzeitschrift Shirakaba, durch die genauen Zeichnungen Dürers und durch die westliche Malerei ganz allgemein. Während der Taishō-Zeit so orientiert, näherte er sich in der Shōwa-Zeit der dekorativen Richtung eines Ogata Kōrin. Insgesamt blieb er der Nihonga-Richtung treu, stellte 1955 auf der Ausstellung der „Dokuritsu bijutsu kyōkai“ (独立美術協会) aber auch Ölgemälde aus.